# Schladming
Schladming je město v okrese Liezen ve spolkové zemi Štýrsko v Rakousku a leží v nadmořské výšce 745 m n. m. Dne 1. ledna 2015 bylo město Schladming spojené s obcemi Pichl-Preunegg a Rohrmoos-Untertal. Spojené město má název Schladming.
Město je umístěno na převážně severních svazích pohoří Schladminger Tauern, které dosahují výšky od 1 500 do 3 000 m. Vrcholy Planai a Hochwurzen jsou součástí tzv. lyžařské houpačky přes čtyři hory.
Město má rozlohu 211,13 km². Žije zde přibližně 6 700 obyvatel. Před spojením mělo město rozlohu 10,32 km² a 1. ledna 2014 v něm žilo 4 402 obyvatel, bylo zde přibližně 5 000 lůžek pro potřeby cestovního ruchu.

## Fotogalerie

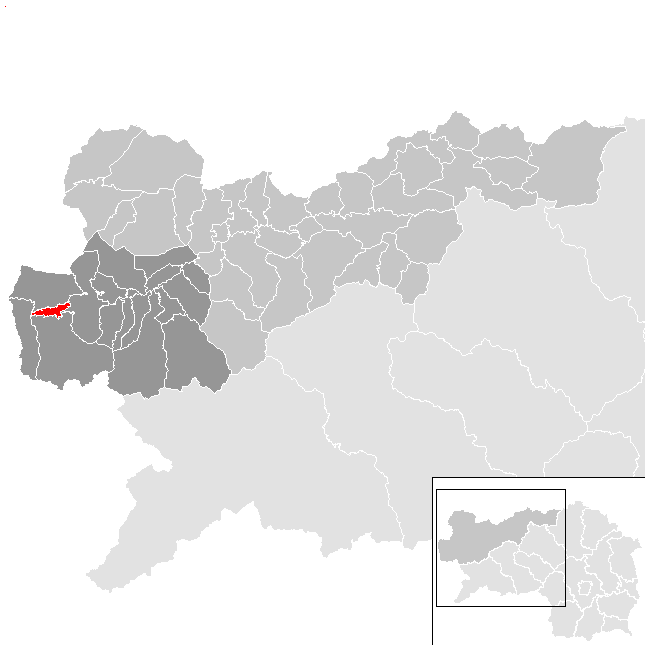
Schladming v okrese Liezen

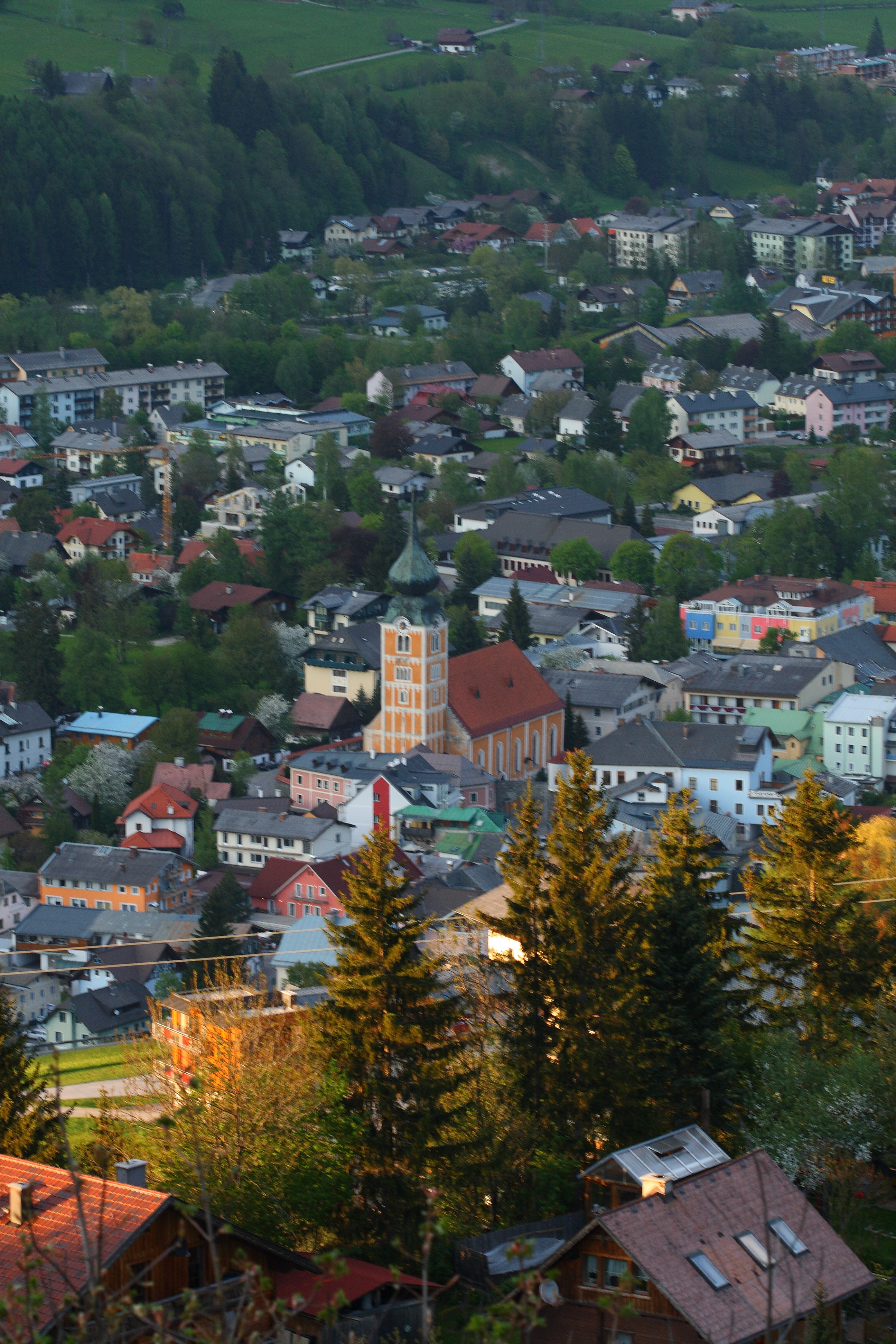
Schladming

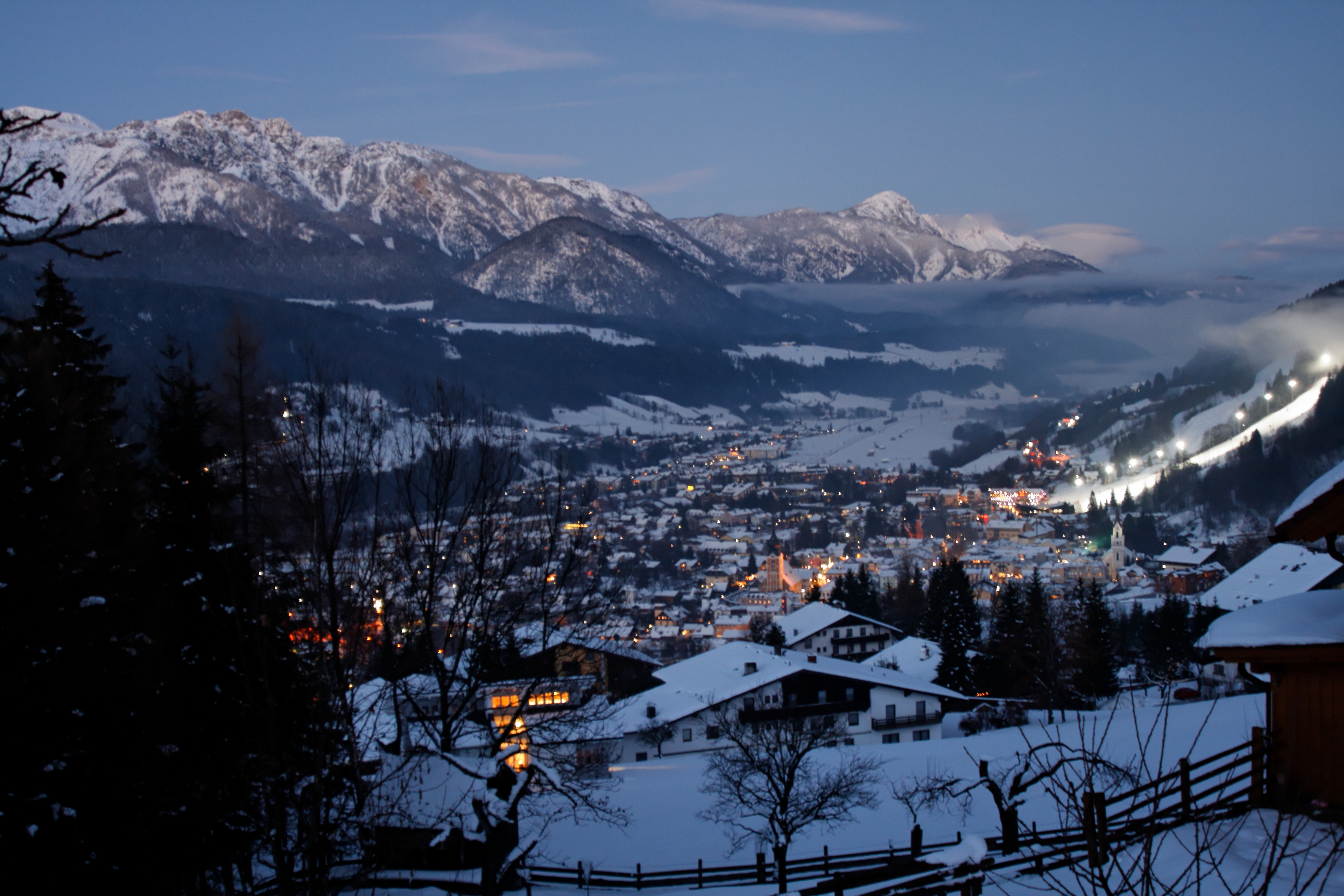
Zimní pohled na město

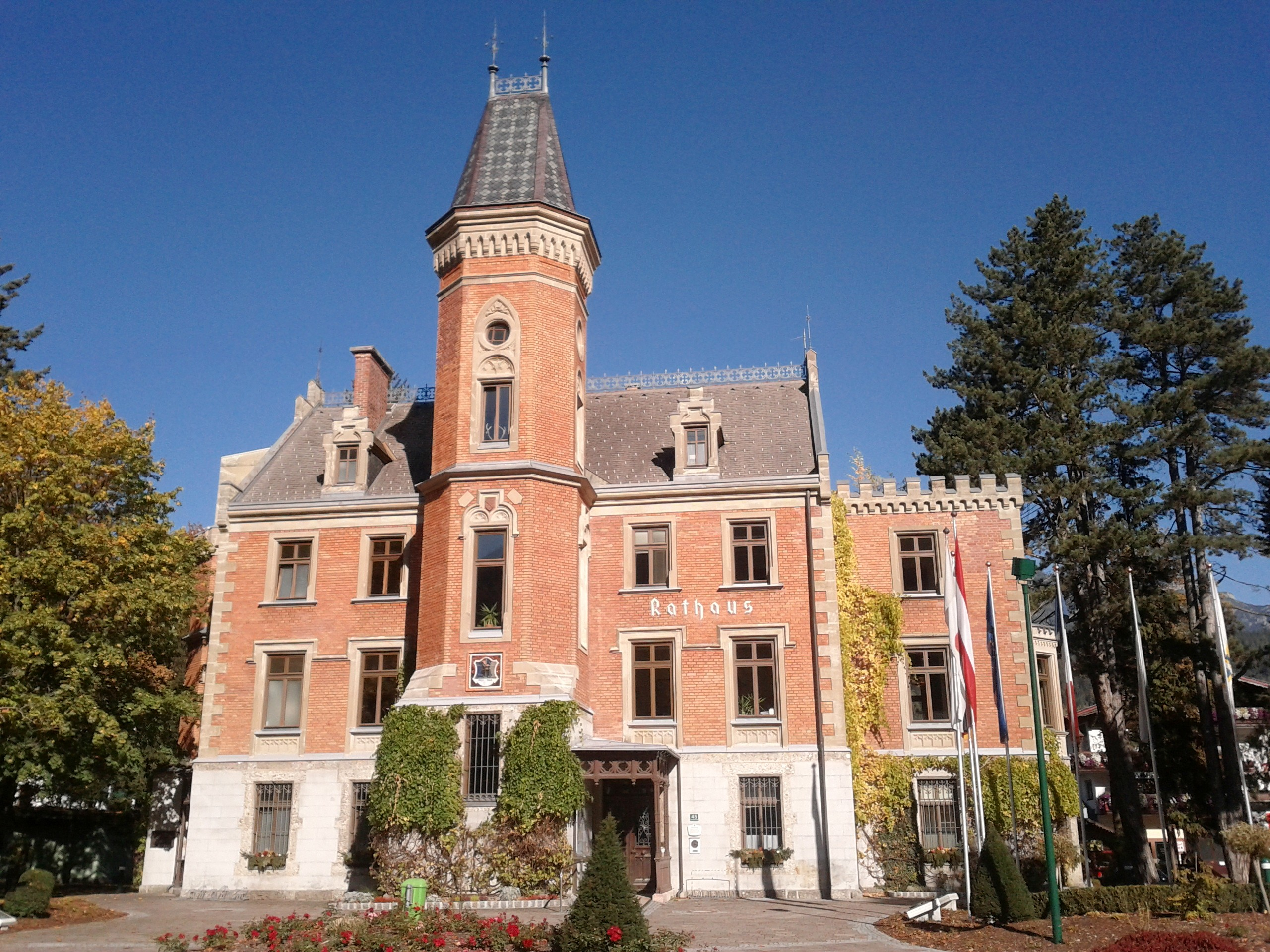
Radnice města Schladming

## Politika

### Starostové
- 1945 Karl Gföller (SPÖ)
- 1969–1975 Johann Ainhirn (SPÖ)[2]
- 1975–2005 Hermann Kröll (ÖVP)[3]
- 2005–2018 Jürgen Winter (ÖVP)[4]
- od 2018 Elisabeth Krammel (ÖVP)[5]

## Osobnosti města
- Hans Knauss (* 9. února 1971), lyžař
- Gerfried Göschl (* 3. října 1972 – † 9. března 2012), horolezec

## Památky
- Radnice - postavená roku 1884
- Evangelický kostel - pamětihodností je okřídlený oltář, datován cca 1570
- Městské muzeum - stavba je z roku 1661